# Anczischati
Anczischati (gruz. ანჩისხატი) – cerkiew Gruzińskiego Kościoła Prawosławnego, najstarsza świątynia w Tbilisi, datowana na VI wiek. Jej nazwa pochodzi od ikony-Obrazu Chrystusa Nie Ludzką Ręką Uczynionego „Anczischati”, przechowywanej niegdyś w jej murach. Zamknięta w czasie komunizmu, przywrócona do użytku w 1989.

## Historia
Anczischati jest najstarszą ze świątyń Tbilisi. Położona jest na prawym brzegu rzeki Mtkwari w Kali, jednej z dzielnic starego miasta. Pierwotny budynek, zbudowany ze starannie ociosanych kamieni, datowany jest na początek VI wieku. Poświęcony początkowo Matce Bożej, wzniesiony został przez Dacziego, syna i następcę króla Wachtanga Gorgasalego. nazwę „Anchischati” świątynia otrzymała w 1675, kiedy Piotr Meschi umieścił w niej ikonę Chrystusa (w typie Acheiropoietos), przeniesioną tu z kościoła w Anczi. W tym samym roku urzędujący wówczas patriarcha-katolikos Domecjan III zbudował obszerną, ceglaną dzwonnicę. 

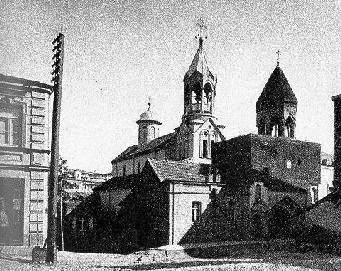
Anczischati w 1890

Budynek przeszedł znaczne zmiany w XIX wieku; zbudowano wówczas na nim kopułę, która znacząco zmieniła jego wygląd. 
Działające przy Anczischati seminarium duchowne było wówczas poważnym ośrodkiem sztuki sakralnej, w którym wychowanków uczono zasad malarstwa. Ośrodek ten w dużym stopniu korzystał ze wzorów rosyjskich i zachodnioeuropejskich.
W latach 1958–1960 z okazji 1500-lecia miasta świątynia została odrestaurowana pod kierownictwem architekta R. Gwerdciteli. Usunięto kopułę, a poziom podłogi przywrócono do poprzedniego stanu.
W czasach komunizmu w Anczischati nie sprawowano nabożeństw. W murach świątyni mieściło się muzeum rzemiosła. W 1989 świątynia została zwrócona Gruzińskiemu Kościołowi Prawosławnemu i powróciła do swej funkcji sakralnej.

## Architektura
Anczischati to typowa trzynawowa bazylika. Do jej wnętrza prowadza trzy wejścia – dwa w ścianach bocznych i jedno w ścianie zachodniej. W zbudowanej na planie prostokąta świątyni ukryta jest absyda ołtarzowa. Para oddzielnych pomieszczeń, po jednym z każdej strony apsydy wyraźnie wskazuje, iż trójdzielny rzut przyziemia świątyni był dobrze znany we wczesnochrześcijańskiej architekturze gruzińskiej. Początkowo całe wnętrze budynku dzieliły trzy pary kolumn o przekroju w kształcie krzyża. W XVII wieku dodano dwie nowe pary kolumn okrągłych, które znacząco zmieniły wystrój wnętrza. Wewnątrz oraz z przodu apsydy zachowały się fragmenty malarstwa ściennego z 1683. Zachowały się też interesujące freski wykonane w 1814.